# Empis cyrenaica
Empis cyrenaica är en tvåvingeart som först beskrevs av Mario Bezzi 1925.  Empis cyrenaica ingår i släktet Empis och familjen dansflugor. Inga underarter finns listade i Catalogue of Life.